# Макабеј Вале (Беневенто)
Макабеј Вале је насеље у Италији у округу Беневенто, региону Кампанија.
Према процени из 2011. у насељу је живело 214 становника. Насеље се налази на надморској висини од 154 м.